# Retrato de Filipe, o Próspero
O Retrato de Filipe, o Próspero é uma pintura concebida a óleo sobre tela, exemplar do barroco espanhol, da autoria de Diego Velázquez.
A pintura retrata o infante de Espanha, Filipe, o Próspero, em trajes de menina, já que na época era costume vestir os rapazes, enquanto crianças, com trajes femininos. À medida da inconfundível técnica de retrato do pintor espanhol, o fundo é obscuro, quase negro, e dele destacam-se os aveludados, o cão e a figura central da composição.